# Chioma (astronomia)

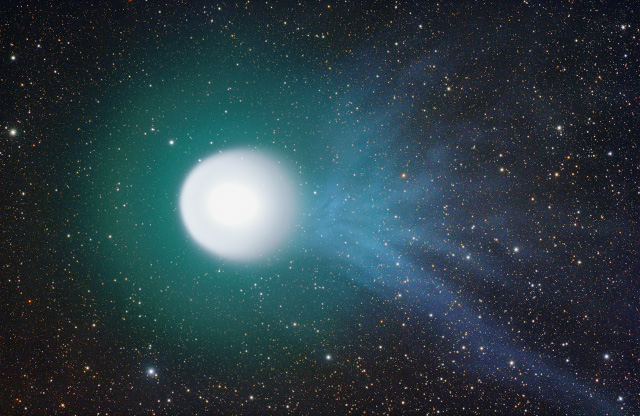
In questa immagine scattata il 4 novembre 2007 sono chiaramente distinguibili la chioma e la coda della cometa Holmes

La chioma di una cometa è un'atmosfera temporanea che si forma in vicinanza del passaggio al perielio per effetto dell'azione della radiazione solare, in seguito alla sublimazione delle sostanze volatili presenti sulla superficie del nucleo cometario. La chioma può raggiungere dimensioni notevoli, fino ad oltre 1 milione di km di diametro; nell'ultravioletto sono state osservate chiome di idrogeno fino a 10 milioni di km di diametro. Usualmente la chioma comincia a formarsi a distanze dal Sole inferiori a quella del pianeta Giove: sono state osservate anche chiome ad oltre 10 UA.
La sonda spaziale Stardust della NASA ha raccolto dei campioni dalla chioma della cometa Wild 2 che ha riportato a Terra il 15 gennaio 2006.
Nel passaggio del 2007, la cometa Holmes è entrata in outburst, termine inglese utilizzato per indicare un repentino cambiamento nell'attività di un nucleo cometario, che conduce ad una rapida espansione della chioma. Nel tardo ottobre 2007 il diametro della chioma raggiunse il milione di chilometri; a metà novembre, per il materiale della chioma è stata stimata una velocità di espansione di 500 m/s, ed un diametro di 1,4 milioni di chilometri, pari a quello del Sole. Per un brevissimo periodo, la cometa ha posseduto l'atmosfera più estesa del Sistema solare. La cometa Holmes è un esempio di un piccolo numero di comete della Famiglia delle comete gioviane, che hanno esibito outburst che hanno determinato un incremento della luminosità di 9 magnitudini o più. Le altre sono state: la 41P/Tuttle-Giacobini-Kresák nel 1973, la 98P/Takamizawa nel 1984 e la 97P/Metcalf-Brewington nel 1991.  Comunque l'incremento mostrato dalla cometa Holmes è stato un centinaio di volte maggiore che negli altri casi.
La cometa Schwassmann-Wachmann 1, durante episodici outburst che si ripetono anche una volta all'anno, sviluppa una chioma che conduce ad un incremento della sua luminosità mediamente di quattro magnitudini.